# 沙蒂永 (维埃纳省)
沙蒂永（法語：Châtillon，法語發音：[ʃatijɔ̃] ⓘ）是法国新阿基坦大区维埃纳省的一个旧市镇，属于蒙莫里永区。2019年，沙蒂永与临近的4个市镇合并为新市镇普瓦图地区瓦朗斯。

## 地理
沙蒂永（46°19'5"N, 0°11'46"E）面积5.92 平方千米，位于法国新阿基坦大区维埃纳省，该省份为法国中西部省份，北起曼恩-卢瓦尔省和安德尔-卢瓦尔省，西接德塞夫勒省，南至夏朗德省，东南接上维埃纳省，东临安德尔省。
与沙蒂永接壤的市镇（或旧市镇、城区）包括：索昂库埃、库埃、派雷。

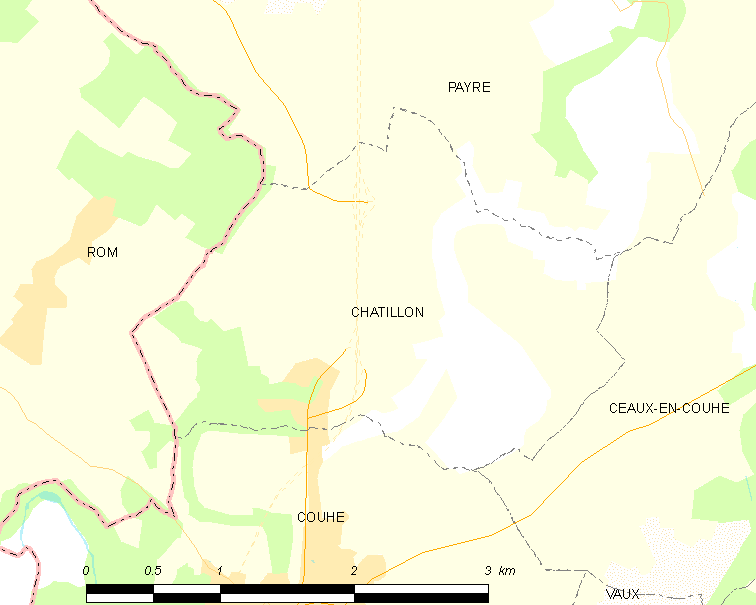
的OSM定位图

沙蒂永的时区为UTC+01:00、UTC+02:00（夏令时）。

## 行政
沙蒂永的邮政编码为86700，INSEE市镇编码为86067。

## 政治
沙蒂永所属的省级选区为吕西尼昂县。

## 人口

1962-2008年间人口变化图示

沙蒂永于2018年1月1日时的人口数量为230人。